# فيل هوبارد
فيل هوبارد (بالإنجليزية: Phil Hubbard)‏ مواليد 13 ديسمبر 1956 في كانتون، هو لاعب كرة سلة أمريكي سابق بدأ مسيرته الاحترافية في سنة 1979 وحمل الرقم 35. يبلغ طوله 6 قدم 8 بوصة (2.0 م). شارك في مسابقة كرة السلة في الألعاب الأولمبية الصيفية. اعتزل اللعب في 1989.

## فرق لعب لها
- ديترويت بيستونز
- كليفلاند كافالييرز

## الميداليات
| الميدالية | المسابقة                       |
| --------- | ------------------------------ |
| ذهبية     | الألعاب الأولمبية الصيفية 1976 |

## روابط خارجية
- فيل هوبارد على موقع إن بي أي (الإنجليزية)
- فيل هوبارد على موقع سبورتس رفرنس (الإنجليزية)
- فيل هوبارد على موقع كلية كرة السلة في سبورتس رفرنس.كوم (الإنجليزية)
- فيل هوبارد على موقع ريلجم (الإنجليزية)
- فيل هوبارد على موقع بروبوليرز (الإنجليزية)
- فيل هوبارد على موقع سبورتس رفرنس (الإنجليزية)
- فيل هوبارد على موقع سبورتس رفرنس (الإنجليزية)
- فيل هوبارد على موقع أوليمبيديا (الإنجليزية)